# Бежиград
Бежиград (словен. Četrtna skupnost Bežigrad; район Бежиград) — район (словен. mestna četrt), що територіально розташований в общині Любляна. Охоплює північну частину міста Любляна між південним залізничним полотном (Південна залізниця) на півдні, залізничним полотном Верхньої Крайни (або Камника) на заході, автомобільним шляхом на півночі та Шмартінською дорогою (словен. Šmartinska cesta) і цвинтарем Жале на сході. Простягається по обидва боки від Дунайської вулиці (словен. Dunajska cesta), яка є його центральною віссю та головною транспортною артерією. Включає в себе житлові квартали Бежиград, Брін'є (словен. Brinje), Нове Стожице (також має назву BS 3) та Savsko naselje. У більш широкому значенні до Бежиграда зараховуються північні передмістя Любляни Стожице, Єжиця та Чрнуче (словен. Črnuče).
На півночі район Бежиград межує з районом Посав'я, на північному сході — з Чрнуче, на сході — з Ярше, на півдні — з центром, на заході — з районом Шишка.
Бежиград перш за все є житловим районом. Уздовж Дунайської вулиці сконцентровані у значній кількості магазини та бізнес-центри. У північно-східній частині району знаходиться також мала індустріальна зона. Будівлі на території Бежиграда мають здебільшого шість поверхів, квартири здебільшого розраховані на одну родину, також є багато котеджів. Більша концентрація житлових будинків спостерігається у крайній східній частині району — у Новому Стожиці та Savsko naselje. Бежиград є одним з найбільш зелених районів Любляни.
Важливими закладами, місцями відпочинку Бежиграда та його визначними місцями є Словенське агентство з навколишнього середовища (словен. Agencija Republike Slovenije za okolje; ARSO), спортивний парк і стадіон Стожице, стадіон Бежиград у виконанні архітектора Йоже Плечника, Гімназія Бежиград, меморіальний парк Нав'є, Академічна колегія, яку споректував Йоже Плечник, однак не завершив будівництво, цвинтар Жале та ярмарок в Любляні. Стара частина Бежиграда включає в себе значну кількість будинків міжвоєнного періоду. Вулиця Ощадбанку (словен. Hranilniška ulica) особливо виділяється серед інших; вона є найдавнішою вулицею Бежиграду — збудована у 1880-х.